# Ofek

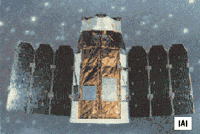
Satelitul Ofek-3

Ofeq (ortografiat și Offek sau Ofek) (ebraică: אופק, lit. Horizon) este denumirea unei serii de sateliți de recunoaștere israelieni care au fost lansați pentru prima data în 1988. Toți sateliții Ofeq au fost transportați pe partea superioară a rachetelor Shavit de la Baza Aeriană Palmachim din Israel, de pe coasta mediteraneană. Sateliții aflați pe orbita joasă a Pământului se rotesc complet în jurul Pământului la fiecare 90 de minute. Sateliții lansați poziționează Israelul pe locul opt în lista națiunilor care au capacități proprii de lansări spațiale. Atât sateliții cât și lansatoarele au fost proiectate și fabricate de către Israel Aerospace Industries (IAI), cu divizia Elbit Systems "El-Op care a furnizat sarcini utile optice.

## Lansări
Au fost lansați 9 sateliți.
- Ofek 1, lansat la 19 septembrie 1988, avea o greutate de 155 kg și înconjoară Pământul pe o orbită cu un perigeu de 249 km și un apogeu de 1149 km. Conține în principal celulele solare și teste de transmisie radio.
- Satelitul Ofek-3 de 225 kg lansat la 5 aprilie 1995 avertizează Israelul asupra rachetelor lansate de țările ostile la după două minute de la lansare.
- Satelitul Ofek-4 lansat la 22 ianuarie 1998 a eșuat.
- Satelitul Ofek-9 a fost lansat cu succes la 22 iunie 2010.[1][2]